# 계기범
계기범(桂奇範, 1970년 12월 29일 ~ )은 전 KBO 리그 야구 선수의 외야수이며, 현재 모교인 인천고등학교 야구부 감독인데  1994년 북부리그 타격왕을 차지했고 이 해 시즌 중후반 주전 외야수 이희성의 부상 때문에 출장이 어렵게 되자 1군으로 올라와 쏠쏠한 활약을 펼쳐 다음 해인 1995년 주전으로서의 활약이 기대됐으나  시즌 중반 뜻하지 않은 실책 때문에 2군으로 내려갔으며 그 이후 이렇다할 활약을 보이지 못했고 1997년 시즌 뒤 은퇴했다.

## 출신 학교
- 인천서림초등학교
- 동인천중학교
- 인천고등학교
- 홍익대학교 경영학과 89학번